# Lanvollon
Lanvollon (tiếng Breton: Lannolon) là một xã của tỉnh Côtes-d’Armor, thuộc vùng Bretagne, tây bắc Pháp.

## Dân số
Người dân ở Lanvollon được gọi là Lanvollonnais.